# NCC (Unternehmen)
NCC AB ist ein international tätiger, börsennotierter Bau- und Immobilienkonzern mit Sitz in Solna bei Stockholm, Schweden. Das Unternehmen hat im Jahr 2016 mit knapp 17.000 Mitarbeitern eine Bauleistung von rund 56,5 Mrd. SEK erwirtschaftet. Damit ist NCC eines der 15 größten Bauunternehmen Europas.
NCC ist in Schweden, Dänemark, Norwegen, Finnland und St. Petersburg aktiv.

## Geschäftsbereiche
NCC AB gliedert sich seit einem Strategiewechsel im Jahr 2016 in vier unterschiedlich große Geschäftseinheiten auf:
- NCC Industry – bietet Produkte und Dienstleistungen rund um den Straßenbau, wie z. B. Sand, Kies und Asphalt.
- NCC Building – umfasst den Bau sowie insbesondere die Renovierung bzw. Restauration von Wohnhäusern, Gewerbe- und Logistikimmobilien.
- NCC Infrastructure – baut Brücken, Tunnel, Straßen und Schienennetze.
- NCC Property Developement – entwickelt und verkauft Büros, Gewerbe- und Logistikimmobilien. NCC Building übernimmt die Bauleistungen.

Im Zuge des Strategiewechsels im Jahr 2016 wurde die Haus- und Wohnungsbausparte NCC Housing, die sich vorrangig an private Kunden und Endnutzer richtete, als Spin-off (siehe Ableger (Wirtschaft)) aus dem Konzern ausgegliedert und unter dem neuen Markennamen Bonava in ein eigenständiges Unternehmen überführt. Das Immobilienunternehmen Bonava AB ist seit Juni 2016 an der Börse NASDAQ in Stockholm gelistet. Die deutsche Tochter – früher als NCC Deutschland GmbH aktiv – firmiert seither ebenfalls unter dem Namen Bonava Deutschland.

## Geschichte

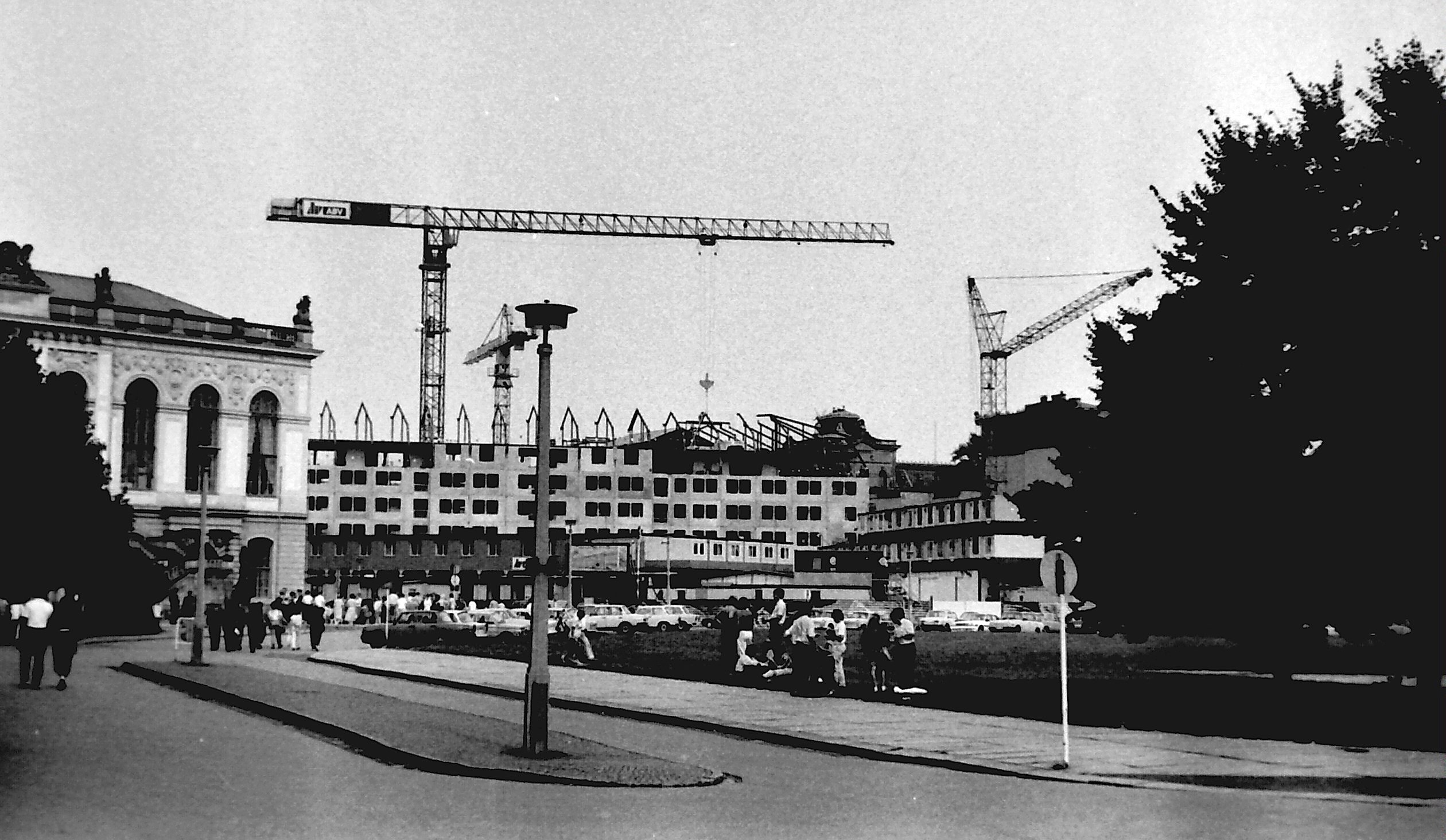
ABV (später NCC) baut 1987–1989 das Interhotel Hotel Dresdner Hof in Dresden neben der Ruine der Frauenkirche, (Kran mit ABV-Logo)

Der Name NCC ("Nordic Construction Company") entstand 1988 nach der Fusion der größten schwedischen Baukonzerne Johnson Construction Company (JCC) und Armerad Betong Vägförbättringar (ABV). 1997 fusionierte NCC zudem mit dem schwedischen Baukonzern Siab AB. Die Wurzeln von NCC reichen jedoch bis ins Jahr 1875 zurück, als das Vorgängerunternehmen Nya Asfalt gegründet wurde. In den folgenden 120 Jahren entwickelte sich durch Neugründungen und Fusionierungen aus dieser schwedischen Firma der international operierende Konzern NCC AB.
Zu den bekanntesten Bauprojekten von NCC zählen das Vasa-Museum und der Kista Science Tower in Stockholm sowie der Turning Torso in Malmö.
Aber auch das Bauprojekt des Düngemittelwerks in Rostock Poppendorf. Damals noch unter der Firmierung JCC. 